# Koel del Nord
Koel del Nord (North Koel) és un riu de l'Índia a Jharkhand.
Neix a 23° 04′ N, 84° 30′ E / 23.067°N,84.500°E a les muntanyes Barwa, passa prop de Palamau i desaigua al riu Són o Soane a 24° 32′ N, 83° 56′ E / 24.533°N,83.933°E a uns 35 km de Dehri. Els seus afluents principals són el Amanat i el Auranga per la dreta, rebent diversos torrents menors per l'esquerra. El llit és primer rocós i després arenós, i no és navegable sense perill.